# Adam Klazes Bijlsma

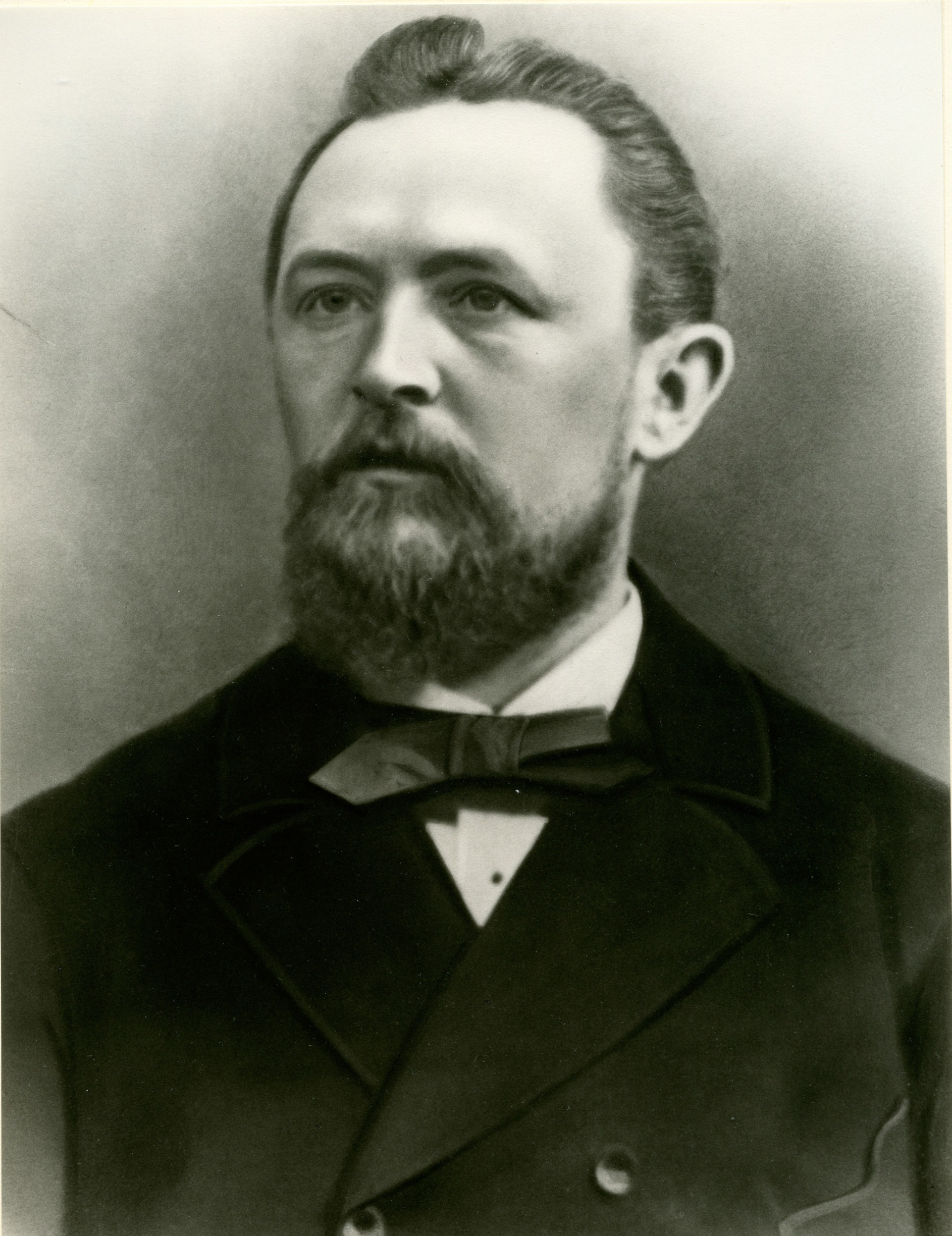
A.K. Bijlsma

Adam Klazes Bijlsma (Heerenveen, 8 september 1843 – Warffum, 16 juni 1915) was van 1886 tot zijn overlijden burgemeester van de gemeente Warffum. Voordat hij werd aangesteld als burgemeester was Bijlsma werkzaam als timmerman en architect in diezelfde plaats.